# Ворик (Массачусетс)
Ворик (англ. Warwick) — місто (англ. town) в США, в окрузі Франклін штату Массачусетс. Населення — 780 осіб (2010).

## Демографія
Згідно з переписом 2010 року, у місті мешкало 780 осіб у 329 домогосподарствах у складі 212 родин. Було 426 помешкань
Расовий склад населення:
| - 97,7 % — білих - 0,9 % — азіатів - 0,5 % — корінних американців |

До двох чи більше рас належало 0,9 %. Частка іспаномовних становила 1,0 % від усіх жителів.
За віковим діапазоном населення розподілялося таким чином: 18,8 % — особи молодші 18 років, 66,3 % — особи у віці 18—64 років, 14,9 % — особи у віці 65 років та старші. Медіана віку мешканця становила 48,1 року. На 100 осіб жіночої статі у місті припадало 99,5 чоловіків;  на 100 жінок у віці від 18 років та старших — 100,3 чоловіків також старших 18 років.
Середній дохід на одне домашнє господарство  становив 67 928 доларів США (медіана — 57 885), а середній дохід на одну сім'ю — 82 943 долари (медіана — 80 469). Медіана доходів становила 54 750 доларів для чоловіків та 45 938 доларів для жінок. За межею бідності перебувало 5,7 % осіб, у тому числі 6,9 % дітей у віці до 18 років та 5,8 % осіб у віці 65 років та старших.
Цивільне працевлаштоване населення становило 384 особи. Основні галузі зайнятості: освіта, охорона здоров'я та соціальна допомога — 33,9 %, виробництво — 14,1 %, публічна адміністрація — 8,3 %, будівництво — 8,1 %.